# HNLMS Zeeland (P841)
HNLMS Zeeland (P841) (англ. Holland-class offshore patrol vessel) — офшорний патрульний корабель Королівських військово-морських сил Нідерландів, призначений для патрулювання  океанічних районів, охорони берегової лінії, протипіратських місій, забезпечення протиповітряної (ППО)  оборони.

## Опис
HNLMS Zeeland побудований у 2010 р., це друге судно у серії з 4-х офшорних патрульних кораблів класу Holland Королівського флоту Нідерландів. 
Спочатку корабель був розроблений для виконання завдань патрулювання та втручання проти легко озброєних супротивників, таких як пірати та контрабандисти. Через це він не має озброєння великої дальності дії. Однак у нього також є дуже розвинені можливості електронного та радіолокаційного спостереження, які використовуються для стабілізації військової діяльності та безпеки, окрім відвертої війни. 
Просунуті можливості радіолокаційного спостереження забезпечує вбудована інтегрована щогла (башта) компанії Талес I-Mast 400, в якій інтегровано системи зв’язку та два чотиригранні антенні масиви РЛС SeaMaster 400 (SMILE) і SeaWatcher 100 (SEASTAR) для пошуку повітряних і надводних цілей. РЛС SeaMaster 400 (SMILE) є подальшим розвитком технології цифрових антенних решіток, відпрацьованих компанією Талес в попередній лінійці РЛС S1850M та проекті APAR.

## Факти
6 лютого 2014 року HNLMS Zeeland врятував семеро з одинадцяти пасажирів перекинутого човна, поки він був на шляху до Нідерландських Карибських островів для виконання патрульних обов'язків. Троє з одинадцяти пасажирів загинули до того, як екіпаж HNLMS Zeeland помітив човен, один з пасажирів зник безвісти.
У вересні 2017 року HNLMS Zeeland відіграв важливу роль в екстреній допомозі населенню острівної держави Сінт-Мартен (нід. Sint Maarten), островів Святого Євстахія та Саби після  урагану Ірма.
З 10 по 13 вересня 2019 р. разом з британським фрегатом HMS Argyll демонструвався відвідувачам 20-ї ювілейної виставки озброєнь DSEI, що проходила у Лондоні. Таке поєднання двох вказаних кораблів є прикладом сумісного застосування HNLMS Zeeland з застарілими фрегатами, які оснащені потужним озброєнням, однак не мають сучасних радіолокаційних систем розвідки.

## Інші кораблі класу Holland
- HNLMS Holland (P840)
- HNLMS Friesland (P842)
- HNLMS Groningen (P843)